# 起亜
起亜株式会社（きあ、韓: 기아、英: Kia Corporation）は、韓国第2位の自動車メーカー。2023年の販売台数は308万5771台である。スローガンは「Movement that inspires」。
前身は1944年設立された京城精工株式会社。マツダ及びフォードの技術供与により発展してきたが、1998年の経営破綻で現代自動車の傘下に入って以来「現代-起亜自動車グループ（現・現代自動車グループ）」を構成している。2012年6月の時点で、同社の32.8％の株式を現代自動車が所有。生産車種のほとんどが、同社が販売する同じクラスの車種と主要部品を共有している。

## 概要

### 年表
- 1944年12月 - 金喆浩により、日本領だった頃の朝鮮京畿道京城府（現ソウル特別市）永登浦（ヨンドゥンボ）にて京城精工として創業する[2]。当初は自転車部品を扱っていた。
- 1952年3月 - 京城精工、自転車「SAMCHOLLI」を発表。
- 1961年 - オートバイ「C100(ホンダ・スーパーカブ)」を発売。
- 1962年 - 1月にマツダのオート三輪・「K-360」「T600」をノックダウン生産。3月、起亜産業（기아산업）に社名変更[2]。社名の「起」は立ち上がる、「亜」はアジアの意味からとっており、「アジアからの躍進」を意味している。
- 1971年 - マツダのトラック「タイタン」・「ボクサー」をノックダウン生産。
- 1974年 - マツダファミリアを、「ブリザ (Brisa)、브리사」の名称でノックダウン生産する。起亜ブランド初の乗用車となる。
- 1975年 - 起亜初の完成車を輸出（一号車はブリザ・ピックアップ）。
- 1976年 - 亜細亜自動車を傘下に収める。韓国政府が唯一公認する軍用車製造会社となる。
- 1979年 - プジョー604とフィアット132を生産。韓国初のDOHCエンジン搭載車である。自転車部門が分社化され、「三千里自転車（Samchuly Bicycle）」として独立。
- 1980年 - マツダのキャブオーバー車、「ボンゴ・トラック」を生産。翌年には「ボンゴ・コーチ」も生産。
- 1981年 - 多目的農業用トラック「キア・セレス」を生産。
- 1983年 - マツダ、起亜産業へ資本参加。
- 1986年 - フォードが資本参加[2]。ワンボックス車「キア・ベスタ」を生産。
- 1986年 - フォード・フェスティバ（現地名：キア・プライド）を生産。同時に対米輸出もスタート。
- 1989年 - 韓国の自動車メーカーでは初めて東京モーターショーに出展。
- 1990年 - 起亜自動車に社名変更。同時にロゴマークも変更する。
- 1991年 - 欧州法人（KME）を設立。
- 1992年 - 北米法人（KMA）を設立。4月に日本法人「起亜ジャパン」設立[2]。
- 1996年 - 韓国初の本格的スポーツカーであるロータスエランを「キア・エラン[注釈 1]」の名称で生産開始。インドネシア政府との合弁でティモールの生産を開始。
- 1999年3月 - 前年に起きた韓国経済危機の影響もあり経営破綻。7月には現代自動車傘下になったため、以後開発された起亜車はそれまでのマツダ車ベースから、現代車ベースとなった[2]。これに伴い、傘下の亜細亜自動車を吸収合併する。
- 2001年 - プロ野球チーム「起亜タイガース」設立。
- 2002年 - 全豪オープンテニスのメインスポンサーとなる。ティモールの生産を終了。
- 2006年 - 現代自動車とともに2006 FIFAワールドカップのオフィシャルパートナーとなる。元フォルクスワーゲングループのペーター・シュライヤーがCDO（最高デザイン責任者）に就任する。
- 2013年 - 北米市場で現代自動車と合わせて190万台という最大規模のリコールを発表[5]。
- 2016年 - メキシコ工場が完成。
- 2017年 - JDパワーの初期品質調査で、2年連続で第1位を獲得[6]。
- 2019年 - インド工場が完成。インド市場へ初参入を果たす[7]
- 2020年 - SUVのテルライドがワールド・カー・オブ・ザ・イヤーを受賞。
- 2020年11月 - 労働組合が4日間にわたり部分ストライキ（1日4時間の短縮勤務）を実施。生産損失は約1万6000台に達する見込み。ストライキの実施は9年連続[8]。
- 2021年1月 - 起亜に社名変更[9]。同時にCIを全面刷新。

### 過去のCI

1953年-1964年
1964年-1986年
1986年-1994年
1994年-2012年
2012年-2021年

## 日本での販売
- 1992年、日本法人「起亜ジャパン株式会社」を東京都港区芝公園に設立。前身は「起亜自動車日本支社」。同じく「起亜自動車」技術開発部門の東京R&Dセンターが港区芝公園に所在。
- 1995年には東京R&Dセンターを千葉ニュータウン（千葉県印西市）に移設。地上9階建ての自社ビルを建設。1996年からは「起亜ジャパン株式会社」の一部機能が同ビル内へ統合され、1999年まで同所にて営業。現在は現代-起亜自動車グループの日本での開発拠点となっている。
- 東京モーターショーへは、1991年より出展。以後、1993年、1997年、1999年と連続して出展した。
- 「Kia Elan」を日本名「ビガート(Vigato)」として日本で発売。東京輸入車ショー、名古屋輸入車ショーなどに出展した。
- 1999年に現代自動車傘下となってからは、部品輸入等を同社と共同化するなどの方針変更により、業務がほとんどない状態となっていた。2013年3月、起亜ジャパンを清算[10]。
- 日本進出中もフォード・フェスティバ（キア・プライド）の派生モデルの5ドア版「フェスティバ5」やセダン「フェスティバβ」（両方とも左ハンドル）、1997年にはロータス・エランのライセンス生産モデル「ビガート」を輸出していた。
- 2026年春頃に、双日と提携し、EVバンのPV5を日本で販売することが決定した。

## デザイン
2006年9月1日に、ペーター・シュライヤー（フォルクスワーゲングループ全体のデザイン部門の元トップ）がKIAのCDO（Chief Design Officer、最高デザイン責任者）として招へいされた。シュライヤーは、各車種に「タイガーノーズグリル」として知られる新しいコーポレートグリルを導入した。
シュライヤーは「私は力強い視覚面での信号、印、識別子を求めた。車の前面にはこの認識やこの表現が必要とされる。車は顔を必要とし、私は新しいキアの顔は強力で独特なものだと考える。人目を惹くことは不可欠であり、顔は遠くからでさえ直ちにキアを識別可能であるべきだ」と述べている。なお、シュライヤーは、2012年12月に起亜の社長ならびに現代自動車グループの最高デザイン責任者に就任した。

## モータースポーツ

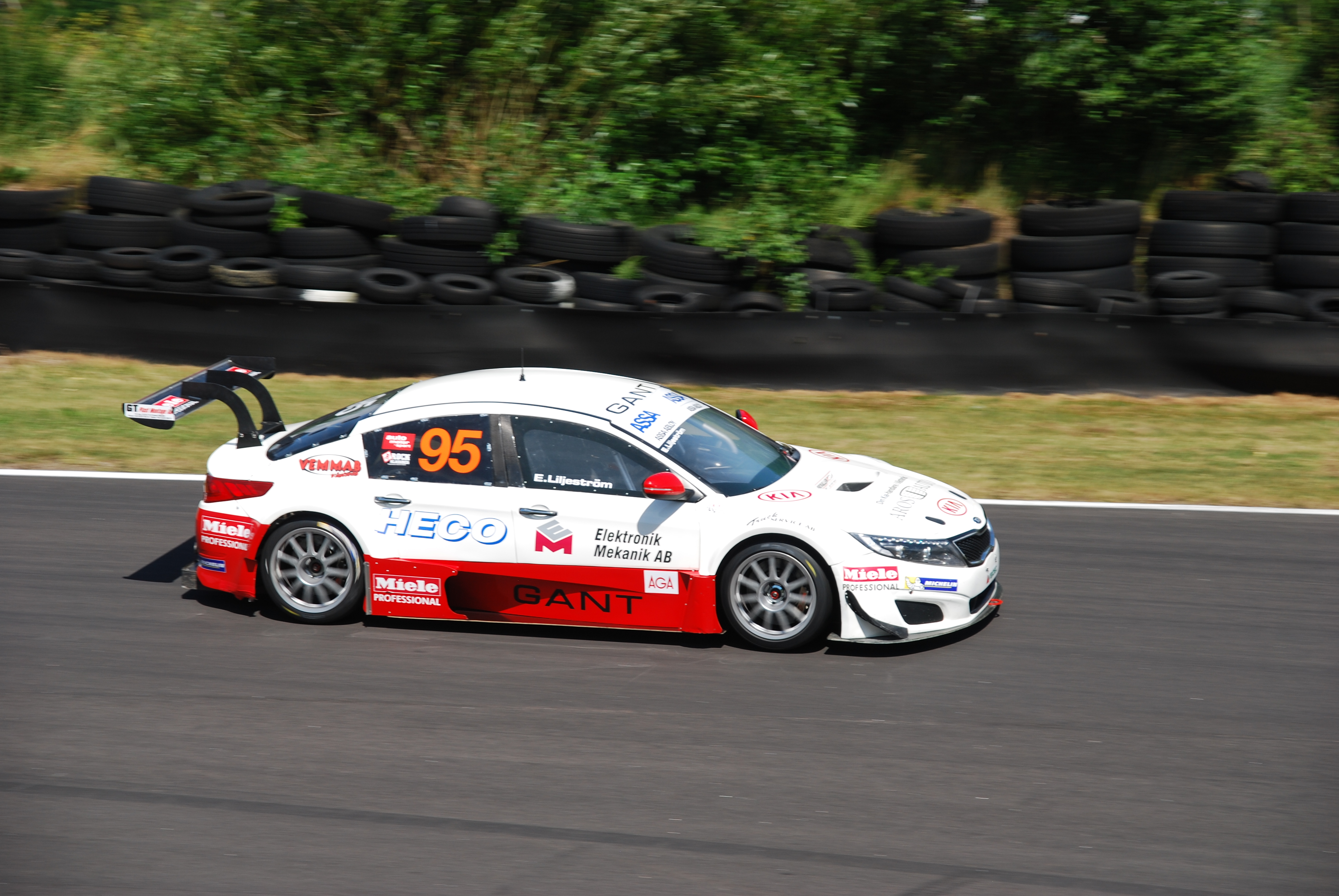
STCCのオプティマBDE

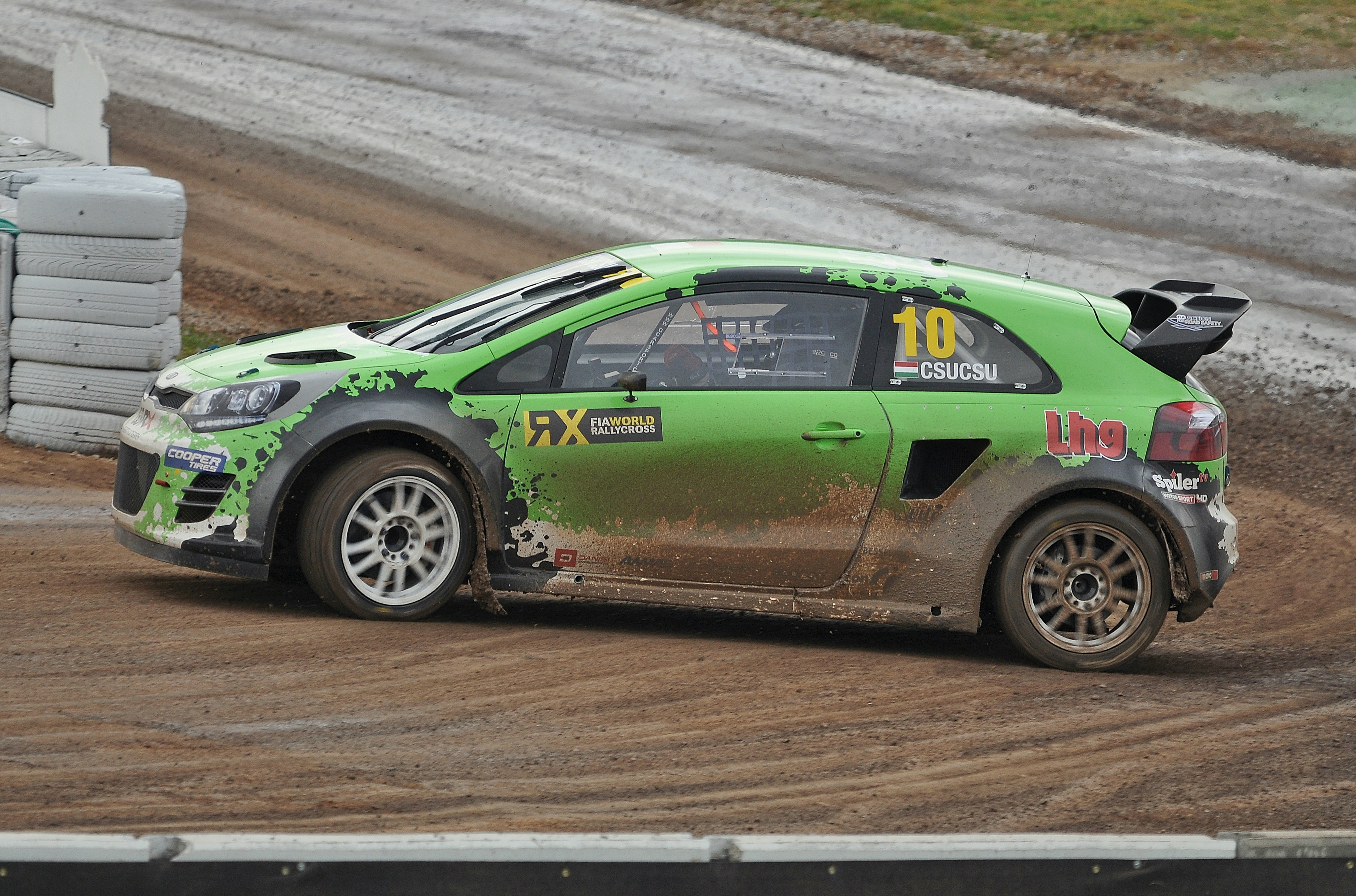
リオのRXカー

1990年代にセフィアがグループNで公認を取得しており、WRC（世界ラリー選手権）・APRC（アジアパシフィックラリー選手権）併催のラリー・オーストラリアにワークス体制で韓国人ドライバーが参戦し、N2クラス・N3クラスで1位を獲得している。
2010年に北米PWCのキネティック・モータースポーツを支援し、KIA Racingとして自動車レースへの初のワークス参戦を開始。以降ツーリングカーレースを中心に活動している。2014年にはPWCのGTSクラス（オプティマ）とTC-Aクラス（フォルテ クープ）でチャンピオンを獲得した。
2016年には元WRCドライバーのマンフレッド・ストール率いる技術者集団STARD（Stohl Advanced Research and Development）の協力を得て、TCR規定のシード GT TCRを開発。TCRインターナショナルにも参戦した。
STCC（スカンディナビア・ツーリングカー選手権）にも2014年からプライベーターがオプティマで参戦。TCR規定が導入されて以降はシードに車両をスイッチしたが、2017年で活動を休止している。
ラリークロスでは元WRCドライバーのジジ・ガリ率いるGGRXがリオをベースとしたRXスーパーカーを開発し、2017年から散発的に世界ラリークロス選手権(World RX)に参戦している。

## 現行車種一覧
2024年3月現在
セダン
- K9/K900/クオリス
- K8

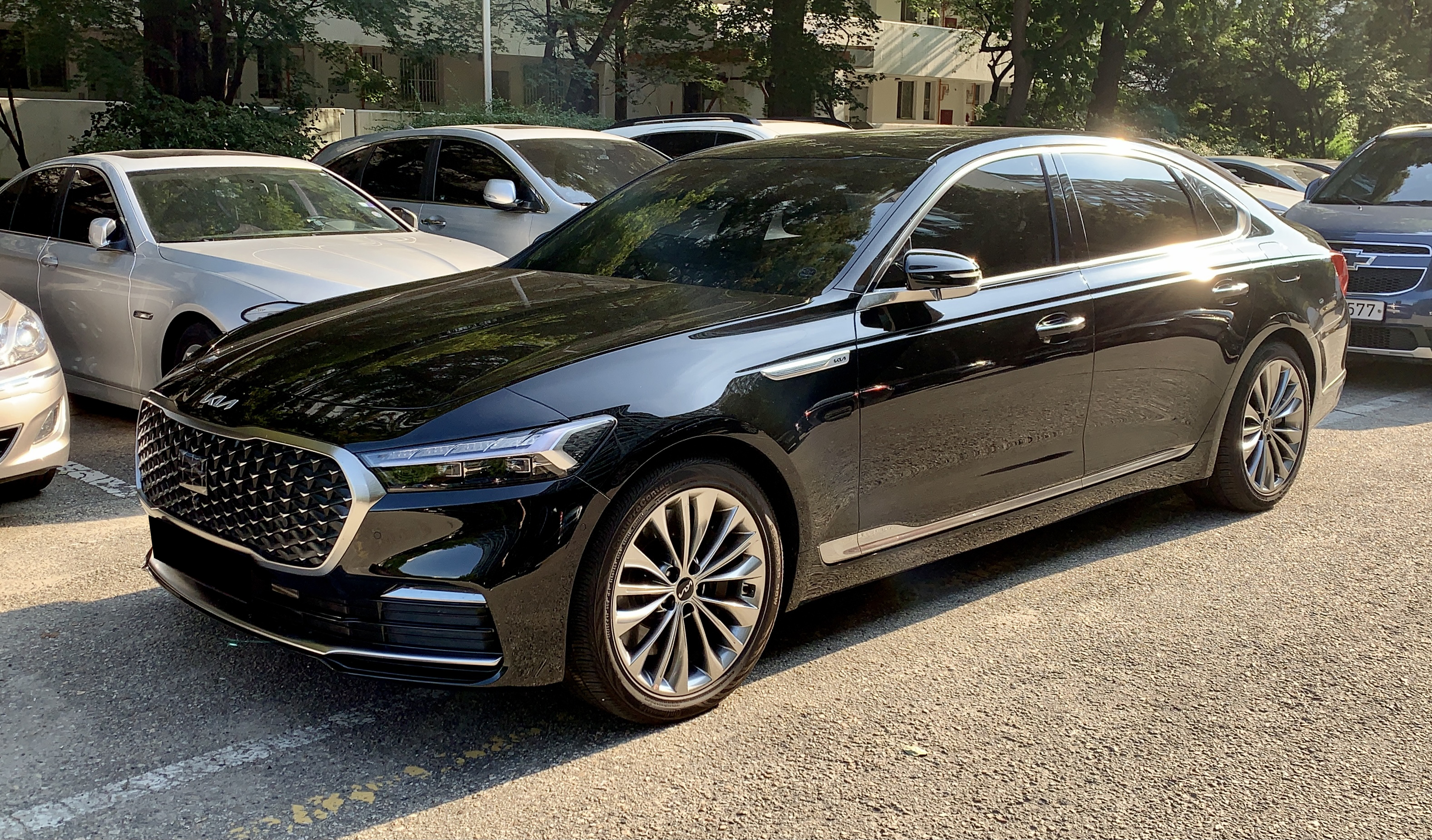
K9

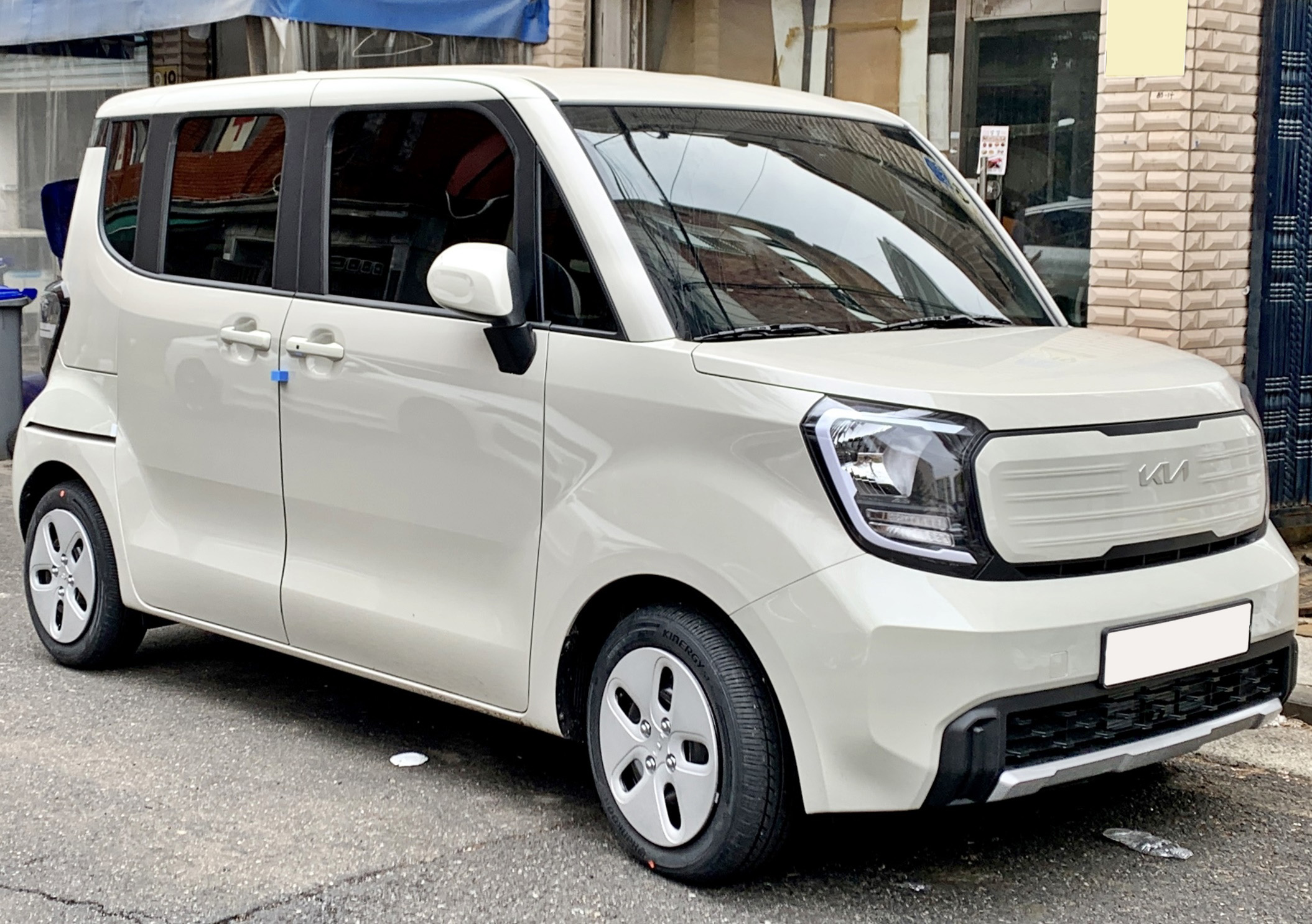
レイ

- K5/マジェンティス/オプティマ/K5ハイブリッド
- K4/カシェット

軽自動車
- モーニング/ピカント
- レイ/レイEV

SUV
- セルトス
- スポーテージ
- ニロ/ニロプラグインハイブリッド/ニロEV
- ソレント/ソレントハイブリッド
- モハベ
- EV6
- EV9

ハッチバック
- K3 GT

ミニバン
- カーニバル/カーニバル ハイリムジン/セドナ
- PV5

バス
- グランバード

トラック
- ボンゴIII

軍用車
- K-151
- K-311
- 中型標準車

海外専売車
- プライド/リオ/K2（海外市場専売車）
- ソウル/ソウルEV（2021年以降は海外市場専売車）
- シード（欧州市場専売車）
- ストニック（2020年10月以降は海外市場専売車）
- テルライド（北米市場専売車）
- KXクロス（中国市場専売車）

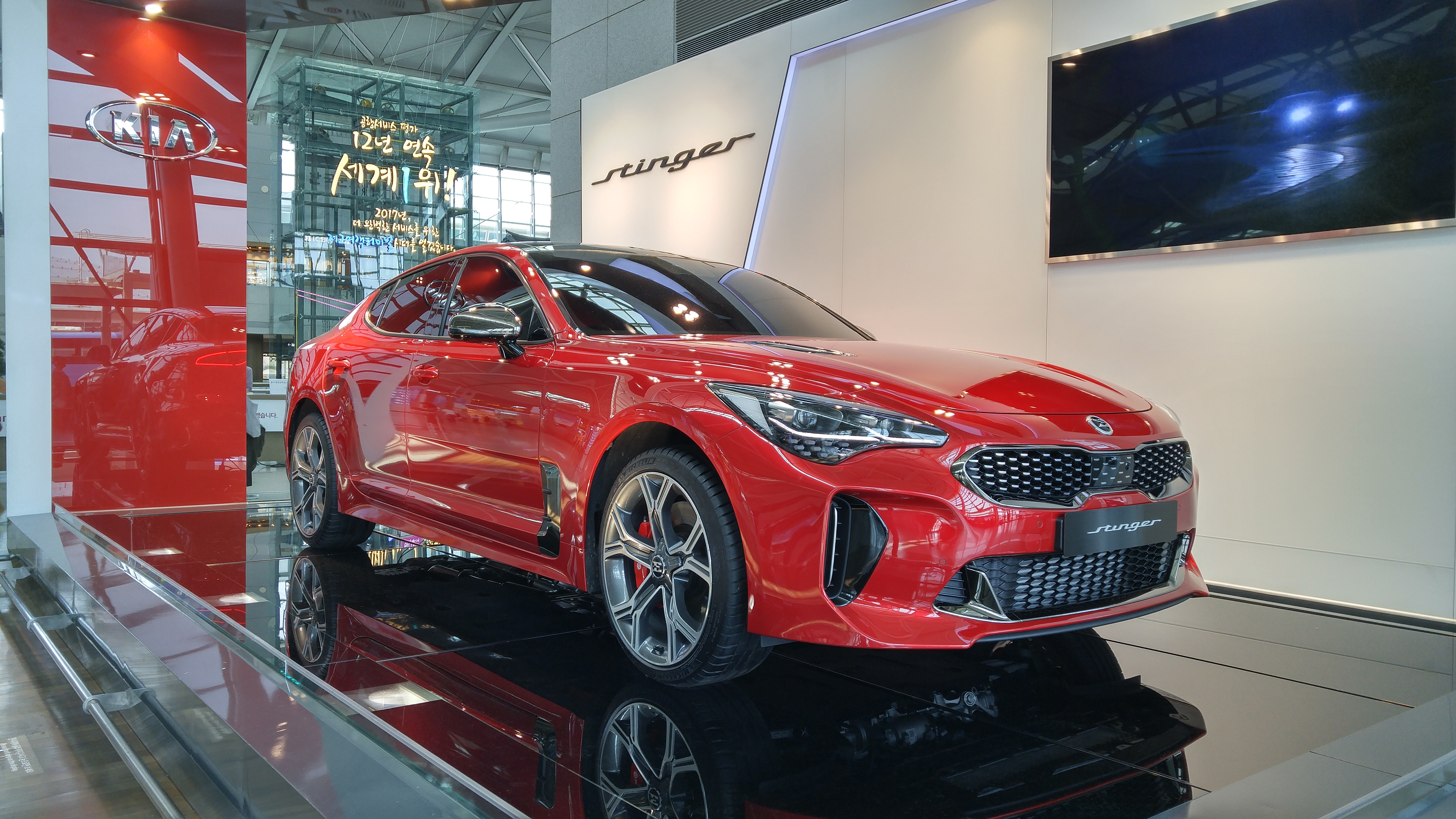
スティンガー
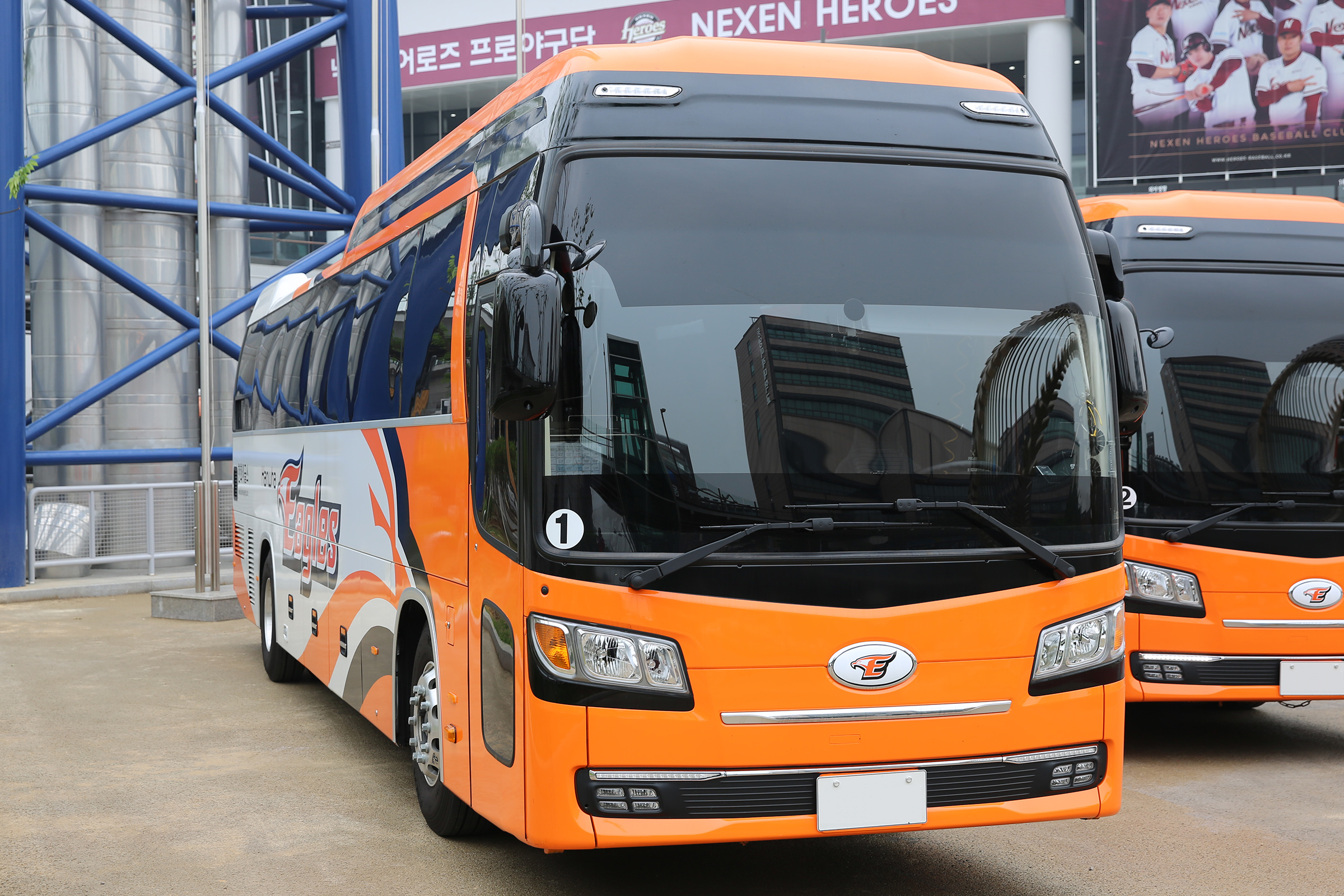
グランバード
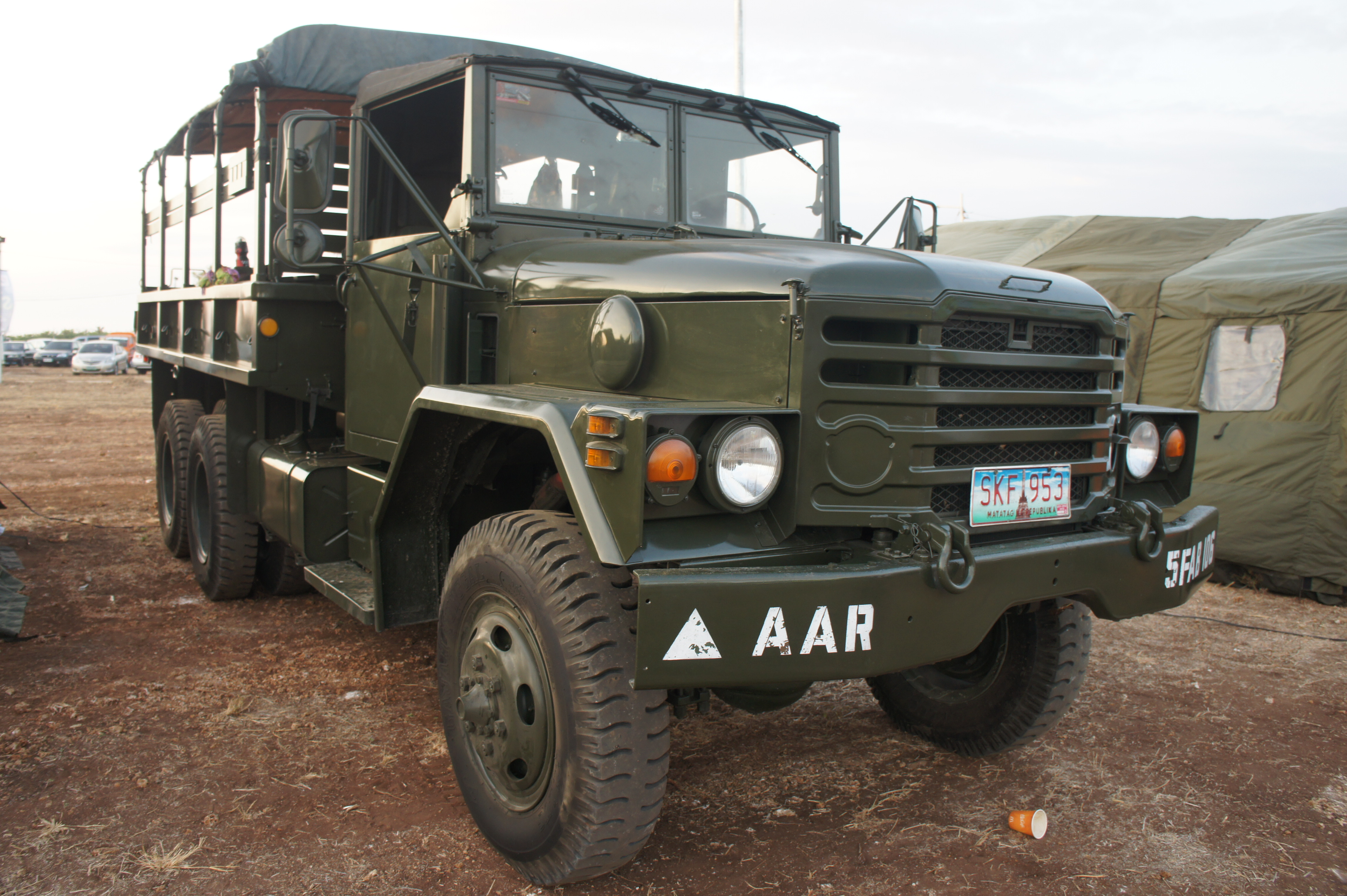
KM25

## 過去の車種一覧
乗用車

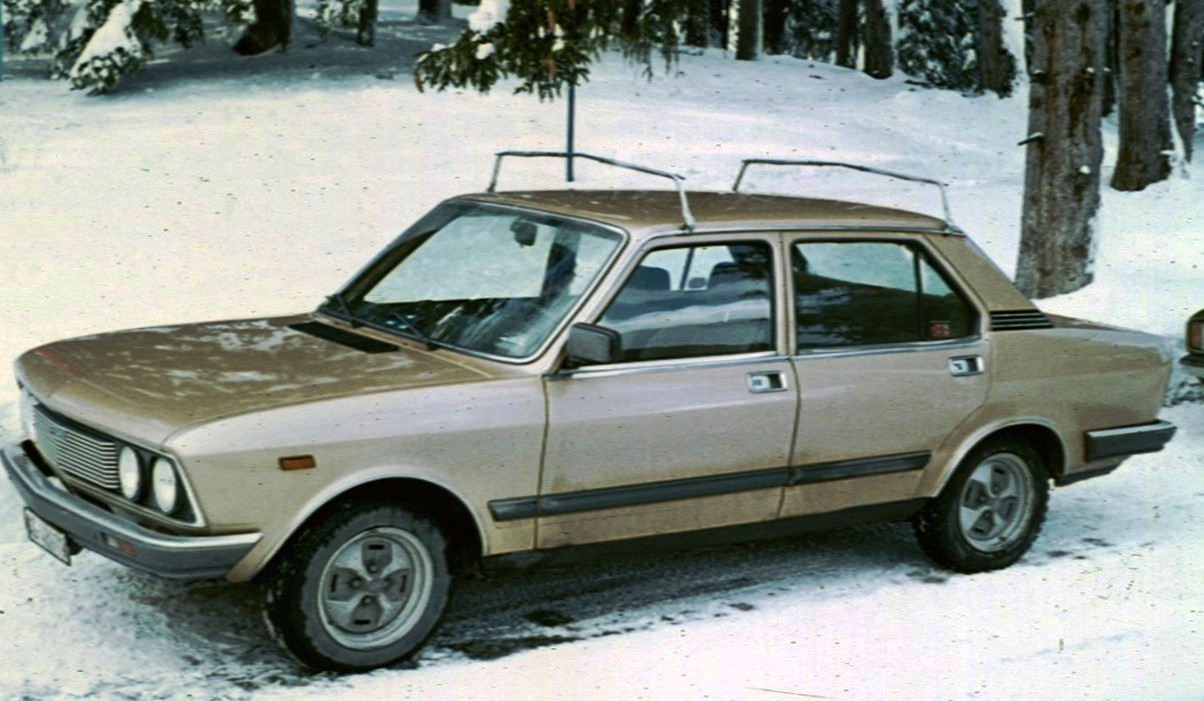
1979年から起亜産業が生産していたフィアット・132

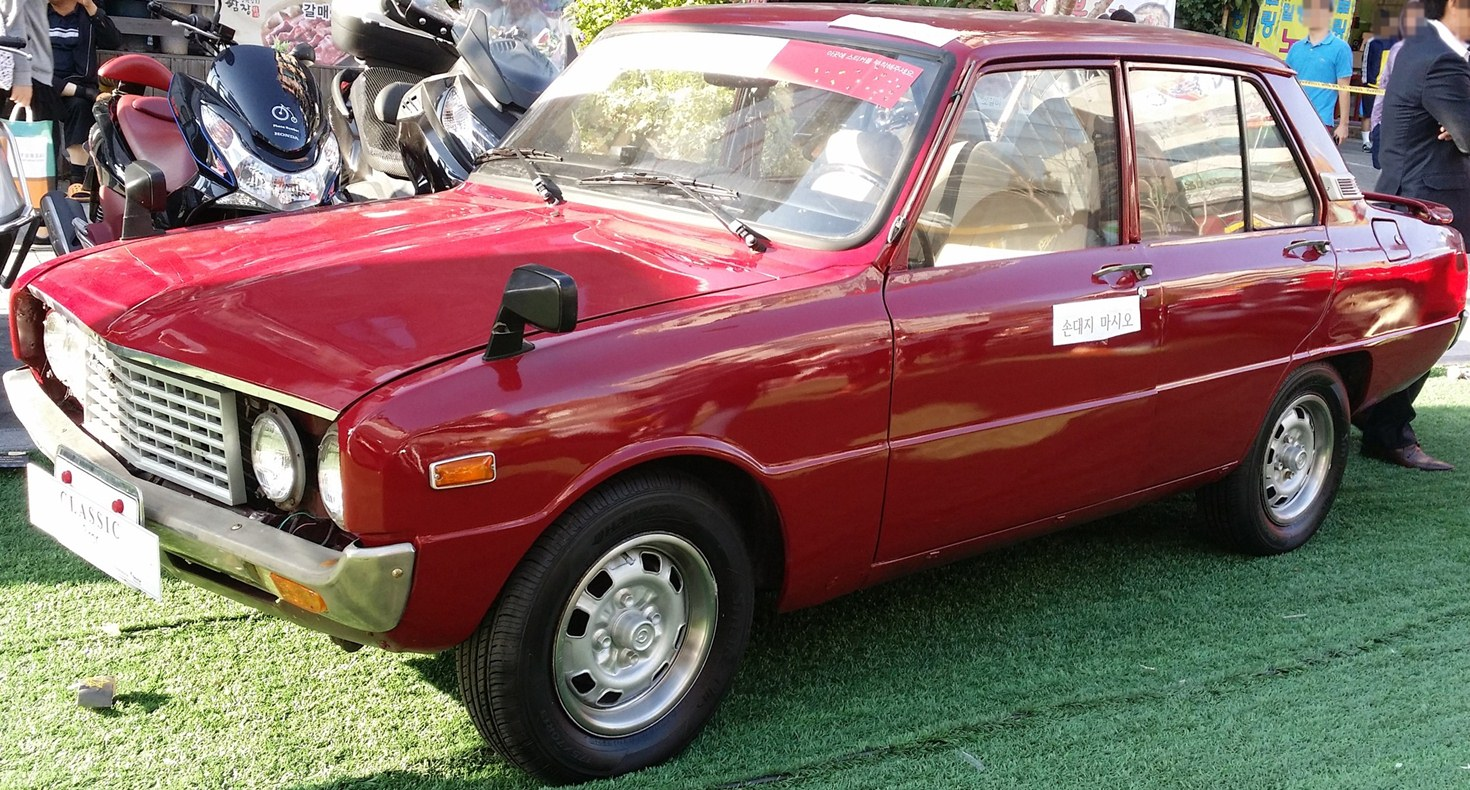
起亜産業最初の乗用車であるキア・ブリサ

- ブリサ（3代目マツダ・ファミリアおよびマツダ・グランドファミリアがベース）
- 604（プジョー・604のライセンス生産車）
- 132（フィアット・132のライセンス生産車）
- コンチネンタル（リンカーン・コンチネンタルのOEM車）
- セーブル（マーキュリー・セーブルのライセンス生産車）
- グランドマーキー（マーキュリー・グランドマーキーのOEM車）
- プライド（韓国向け）
- コンコード（4代目マツダ・カペラがベース）
- キャピタル（コンコードがベース）
- ポテンシャ（5代目マツダ・ルーチェのライセンス生産車）
- シューマ/セフィア
- アベラ（マツダが設計、キアが生産、フォードが販売を担当）
- クレドス/クラルス
- エラン（ロータス・エランのライセンス生産車）
- エンタープライズ（2代目マツダ・センティアがベース）
- レトナ
- パークタウン
- カースター/ジョイス（2代目三菱・シャリオがベース）
- ヴィスト（アトスの兄弟車）
- スペクトラ/ニュースペクトラ
- マジェンティス/オプティマ/オプティマリーガル
- オピラス/アマンティ
- ロッツェ
- K7
- スティンガー
- ロックスター（K-111がベース[注釈 2]）
- カレンス/ロンド
- 初代プライド（初代フォード・フェスティバのライセンス生産車）
- プライドベータ
- アベラ・アベラデルタ（2代目フォード・フェスティバがベース）
- ヴェンガ（欧州市場専売車）

- リオ/リオSF（初代、韓国向け）
- セラトー/スペクトラ
- セフィアレオ
- スペクトラウィング
- K3クープ/セラトークープ/クープ

商用車
- タイタン（初代マツダ・タイタンのライセンス生産車）
- ボクサー（初代はマツダ・ボクサーのライセンス生産車、2代目は3代目日野・レンジャーと2代目マツダ・タイタンがベース）
- KB900/940（日野・KB/KF/TC/ZM/KS系トラックのライセンス生産車）
- セレス（初代ボンゴトラックがベース）
- コンビ/パワーコンビ（2代目マツダ・パークウェイがベース[注釈 2]）
- ベスタ（3代目マツダ・ボンゴおよび初代マツダ・ボンゴブローニイがベース）
- トレード（2代目マツダ・タイタンがベース。）
- ライノ（初代は3代目日野・レンジャーおよび2代目マツダ・タイタンがベース、2代目は4代目日野・レンジャーがベース）
- AM818コスモス（日野・レインボーRJ型がベース[注釈 2]）
- AM828/KM828ニューコスモス（AM818コスモスのMC版）
- タウナー（7代目ダイハツ・ハイゼットがベース[注釈 2]）
- グラント（初代スーパードルフィンプロフィアがベース[注釈 2]）
- プレジオ
- K-111（ウィリス・ジープ・M606がベース）
- K-131
- K-511
- AM808（日野・レインボーAM系およびレインボーAC系がベース[注釈 2]）
- トピック（3代目マツダ・ボンゴと初代マツダ・ボンゴブローニイがベース[注釈 2]）
- パメックス（2代目ヒュンダイ・マイティの兄弟車）
- AMトラック（日野・スーパードルフィンがベース[注釈 2]）
- AM707（初代マツダ・パークウェイがベース[注釈 2]）
- AM807（フィアット・625がベース[注釈 2]）
- AMバス（日野・ブルーリボンRT型およびRU型がベース[注釈 2]）

三輪車
- K-360
- T-1500
- T-2000
- T-600